# Фланкирующее сооружение

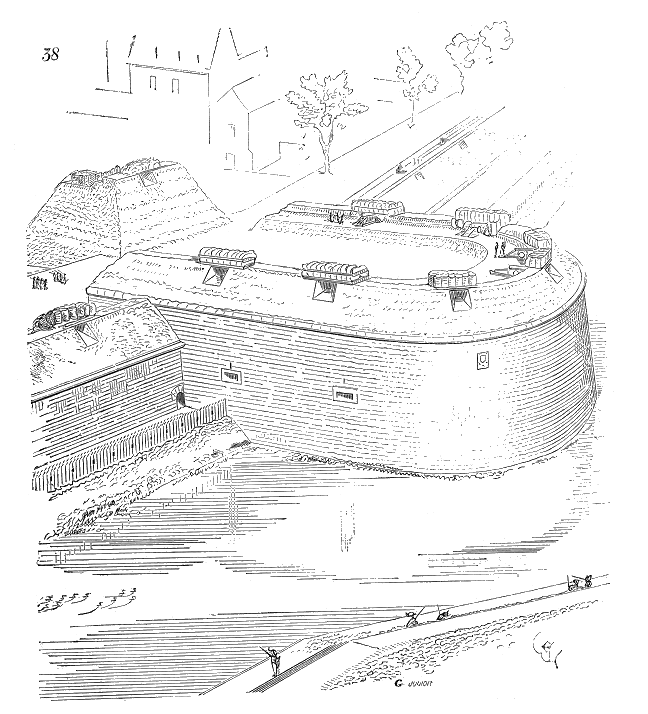
Капонир — один из видов фланкирующего сооружения.

Фланки́рующее сооруже́ние — фортификационное сооружение, с которого его защитники ведут огонь по противнику вдоль фаса укрепления или вдоль препятствия. 
Произошло от слов фланк и фланкировать, то есть обстреливать противника с флангов продольным огнём с целью прикрытия, защиты своих позиций от противника.
Фланкирующее сооружение применялись во избежание возникновения мёртвых зон, то есть зон, которые нельзя обстрелять ни из какой точки оборонительного сооружения. К фланкирующим сооружениям можно отнести башни, перси, капонир, равелин, бастею, бастион и другие оборонительные сооружения.